# Magnolia sirindhorniae
Espèce
Statut de conservation UICN

 EN B2ab(iii) : En danger
Magnolia sirindhorniae est une espèce de plantes à fleurs de la famille des Magnoliacées. C'est un arbre endémique de Thaïlande.

## Description
Cet arbre mesure jusqu'à 25 m de haut. Il fleurit d'avril à mai et donne des fruits de juin à septembre.

## Répartition et habitat
Cette espèce est endémique de Thaïlande. Elle vit dans les marécages d'eau douce des forêts tropicales humides.